# 飛魚座θ
飛魚座θ，又名CP-69 946，HD 74405、SAO 256535、HR 3460，是飛魚座的一颗恒星，视星等为5.2，位于銀經284.68，銀緯-17.12，其B1900.0坐标为赤經8h 38m 43.1s，赤緯-70° -17.12′ 47″。